# Cheslie Kryst
Cheslie Corrinne Kryst (Jackson, Míchigan; 28 de abril de 1991-Nueva York, 30 de enero de 2022) fue una modelo y abogada estadounidense que fue elegida Miss USA 2019. Como Miss Estados Unidos, representó a dicho país en la competencia Miss Universo 2019. Anteriormente, había sido coronada Miss Carolina del Norte USA 2019, convirtiéndose en la tercera mujer de Carolina del Norte en ganar Miss USA.

## Vida y carrera

### Primeros años y educación
Nació el 28 de abril de 1991 en Jackson (Míchigan). Su padre era un estadounidense de origen polaco y su madre, April Simpkins, una afroamericana que compitió en concursos de belleza y fue coronada como Miss Carolina del Norte cuando Kryst era una niña. Tenía cuatro hermanos, Asa, Chandler, Jet y Brooklyn, y una hermana, Page y creció en Rock Hill (Carolina del Sur), donde asistió a Northwestern High School. Más tarde, la familia se mudó a Fort Mill (Carolina del Sur) y Kryst se trasladó a Fort Mill High School, graduándose en 2009. Ambas ciudades son suburbios en el área metropolitana de Charlotte. Después de graduarse de la escuela secundaria, Kryst se mudó a Columbia (Carolina del Sur) para asistir a la Universidad de Carolina del Sur. Se graduó de la Darla Moore School of Business con un título en Marketing y Gestión de Recursos Humanos en 2013. Fue también miembro de la sociedad de honor Alpha Lambda Delta, del equipo de atletismo femenino Gamecocks y del simulacro de juicio.
Después de terminar su licenciatura, Kryst se matriculó en la Facultad de Derecho de la Universidad de Wake Forest en Winston-Salem (Carolina del Norte), donde se graduó con un Iuris Doctor y una Maestría en Administración de Empresas en 2017. Luego de graduarse, Kryst obtuvo la licencia para ejercer la abogacía tanto en Carolina del Norte como en Carolina del Sur, y comenzó a trabajar como abogada en Poyner Spruill LLP. Fue fundadora del blog de moda White Collar Glam, dedicado a ayudar a las mujeres a vestirse profesionalmente en trabajos administrativos.

### Carrera en certámenes de belleza
Comenzó su carrera en la adolescencia, ganando a Miss Freshman en Northwestern High School en Rock Hill (Carolina del Sur), y luego a Miss Fort Mill High School en Fort Mill. Después de tomar varios años de descanso en el concurso, hizo dos intentos para ganar el título de Miss Carolina del Norte, colocándose entre las diez primeras en ambas ocasiones. En 2017 Kryst compitió en Miss Carolina del Norte USA 2017, donde se ubicó como la cuarta finalista. Regresó el año siguiente y se ubicó entre las diez primeras, antes de regresar nuevamente para Miss Carolina del Norte USA 2019 y ganar la competencia. Como Miss Carolina del Norte, Kryst recibió el derecho de representar al estado en la competencia nacional, que tuvo lugar en el Grand Sierra Resort en Reno (Nevada). Continuó ganando la competencia, superando a la primera finalista, Alejandra González de Nuevo México y la segunda finalista, Triana Browne de Oklahoma. Al ganar, Kryst se convirtió en la tercera mujer de Carolina del Norte en ganar el título, luego de Chelsea Cooley y Kristen Dalton, quienes fueron coronadas Miss USA 2005 y Miss USA 2009, respectivamente.
Como Miss USA, Kryst representó a los Estados Unidos en la competencia Miss Universo 2019, y finalizó en el top 10.

## Fallecimiento
El domingo 30 de enero de 2022, cerca de las 7:13 horas de la mañana (hora local), el servicio de emergencias recibió la advertencia de una mujer tendida en la acera, en la calle 42nd Street, frente al condominio The Orion de sesenta pisos y donde ella residía y había sido vista por última vez en un balcón del piso 29. Minutos después de la llegada de los agentes policiales, se notificó la confirmación de que era Kryst.
La hipótesis del suicidio ha sido respaldada por una publicación en su página de la red social Instagram, horas antes del deceso, en la que posteaba una foto suya con la frase: "Que este día te traiga descanso y paz". Su madre emitió un comunicado informando que llevaba tiempo sufriendo depresión. Posteriormente se descubrió una carta en su departamento, dónde especificaba que todas sus pertenencias fueran cedidas a su madre.